# Куравльов Леонід В'ячеславович
Леоні́д В'ячесла́вович Куравльо́в (рос. Леонид Вячеславович Куравлёв; 8 жовтня 1936 — 30 січня 2022, Москва, Росія) — радянський і російський кіноактор. Народний артист РРФСР (1977).

## Життєпис

### Ранні роки
Леонід Куравльов народився 8 жовтня 1936 року у Москві у родині слюсаря авіазаводу «Салют» В'ячеслава Яковича Куравльова (1909—1979) і перукаря Валентини Дмитрівни (1916—1993).
У 1941 році Валентину Дмитрівну вислали за безпідставним звинуваченням на Північ в селище Зашеєк Мурманської області, Леонід з матір'ю прожили кілька років на березі озера Імандра.
У школі Куравльов вчився погано. Особливо важко йому давалися точні науки: математика, хімія і фізика. Як зізнавався він сам, це і вплинуло на вибір професії. Двоюрідна сестра якось жартома порадила йому після школи поступати у ВДІК — там вже точно не треба було здавати жодного з настільки нелюбимих ним предметів.
У 1953 році його перша спроба закінчилася провалом, і він був прийнятий на роботу в московську артіль «Оптик». Наступна спроба відбулася у 1955 році. На цей раз він успішно склав іспити і став студентом акторського відділення ВДІКу, де вчився на курсі Бориса Бібікова, який він закінчив у 1960 році. Однокурсниками були Світлана Дружиніна, Софіко Чіаурелі.

### Кар'єра
У кіно дебютував студентом, зігравши солдата-сапера Морозова у фільмі Андрія Тарковського та Олександра Гордона «Сьогодні звільнення не буде ...». Одночасно актор-початківець знявся в дипломній роботі Василя Шукшина «З Лебединого повідомляють» і в пригодницькому фільмі Михайла Швейцера «Мічман Панін» (обидва вийшли у 1960 році).
Куравльов — яскраво виражений характерний актор.
У 1960—1992 роках — (входив до труппи студії) актор Театру-студії кіноактора.
Брав участь у телепередачі «Білий папуга».
Наприкінці 1990-х років вів на телеканалі «РТР» програму «Світ книг з Леонідом Куравльовим», в якій розповідалося про книжкові новинки.

### Смерть
Помер 30 січня 2022 року на 86-му році життя у Москві від зупинки серця. 1 лютого 2022 року відбулося відспівування в Центральній клінічній лікарні. Похований на Троєкуровському кладовищі Москви поруч з дружиною Ніною Василівною.

## Політична позиція
11 березня 2014 року підписав листа на підтримку політики президента Росії Володимира Путіна щодо російської військової інтервенції в Україну.

## Фільмографія
| Рік  |   | Українська назва                                         | Оригінальна назва | Роль                                                               |
| ---- | - | -------------------------------------------------------- | ----------------- | ------------------------------------------------------------------ |
| 1958 | ф | Сьогодні звільнення не буде ...                          |                   | солдат-сапер Морозов                                               |
| 1960 | ф | З Лебединого повідомляють                                |                   | Сеня Громов, комбайнер, якому треба дістати запчастини             |
| 1960 | ф | Мічман Панін                                             |                   | матрос Камушкін                                                    |
| 1961 | ф | Водив поїзди машиніст                                    |                   | Яша, помічник машиніста                                            |
| 1961 | ф | Два життя                                                |                   | Митяй                                                              |
| 1961 | ф | Коли дерева були великими                                |                   | Льоня                                                              |
| 1961 | ф | Любушка                                                  |                   | Олександр Іванович                                                 |
| 1962 | ф | Третій тайм                                              |                   | Фокін                                                              |
| 1963 | ф | Щур на підносі                                           |                   | художник                                                           |
| 1964 | ф | Все для Вас                                              |                   | Юрій Васильович Гребєшков                                          |
| 1964 | ф | Живе такий хлопець                                       |                   | Пашка Колокольников                                                |
| 1964 | ф | Невигадана історія                                       |                   | Костя                                                              |
| 1965 | ф | Ваш син і брат                                           |                   | Степан                                                             |
| 1965 | ф | Часе, вперед!                                            |                   | Корнєєв                                                            |
| 1966 | ф | Старша сестра                                            |                   | Володя                                                             |
| 1966 | ф | Такий великий хлопчик                                    |                   | Василь                                                             |
| 1967 | ф | Без свідків                                              |                   | Валька Бурмакін                                                    |
| 1967 | ф | Вій                                                      |                   | Хома Брут                                                          |
| 1968 | ф | Золоте теля                                              |                   | Шура Балаганов                                                     |
| 1968 | ф | Крах                                                     |                   | чекіст Сироїжкин                                                   |
| 1968 | ф | Любов Серафима Фролова                                   |                   | Серафим Фролов                                                     |
| 1968 | ф | Чоловіча розмова                                         |                   | Олексій                                                            |
| 1968 | ф | Урок літератури                                          |                   | Савелій                                                            |
| 1969 | ф | Гори, гори моя зірка                                     |                   | Сердюк, комісар                                                    |
| 1969 | ф | День і все життя                                         |                   | Віктор Тимофійович                                                 |
| 1969 | ф | Непідсудний                                              |                   | Сорокін, чоловік Наді                                              |
| 1969 | ф | Я його наречена                                          |                   | начальник табору                                                   |
| 1970 | ф | Балада про Берінга і його друзів                         |                   | Тішин                                                              |
| 1970 | ф | Про друзів-товаришів                                     |                   | Синіцин, зв'язковий змовників                                      |
| 1970 | ф | Два дні чудес                                            |                   | Вадим Леонідович Мурашов                                           |
| 1970 | ф | Карусель                                                 |                   | Микола Тимофійович                                                 |
| 1970 | ф | Початок                                                  |                   | Аркадій                                                            |
| 1970 | ф | Пізня дитина                                             |                   | Іван                                                               |
| 1970 | ф | Сім наречених єфрейтора Збруєва                          |                   | семінарист                                                         |
| 1971 | ф | Хлопчики                                                 |                   | Віктор Вікторович                                                  |
| 1971 | ф | Молоді                                                   |                   | новосел                                                            |
| 1971 | ф | Звільнення. Останній штурм                               |                   | зв'язківець                                                        |
| 1971 | ф | Сьоме небо                                               |                   |                                                                    |
| 1971 | ф | Хід білої королеви                                       |                   | Тюліков                                                            |
| 1972 | ф | Дванадцять місяців                                       |                   | старий солдат                                                      |
| 1972 | ф | Життя та дивовижні пригоди Робінзона Крузо               |                   | Робінзон Крузо                                                     |
| 1973 | ф | Іван Васильович змінює професію                          |                   | Жорж Милославський                                                 |
| 1973 | ф | Нейлон 100 %                                             |                   | Гур'янов                                                           |
| 1973 | ф | Петро Рябінкін                                           |                   | Капустін                                                           |
| 1973 | ф | Сімнадцять миттєвостей весни                             |                   | оберштурмбанфюрер Айсман                                           |
| 1973 | ф | Ця весела планета                                        |                   | інопланетянин Ігрек                                                |
| 1974 | ф | Киш і Двапортфеля                                        |                   | тато Альоші                                                        |
| 1974 | ф | Лев Гурич Сінічкін                                       |                   | князь Ветренський                                                  |
| 1974 | ф | Свій хлопець                                             |                   | новосел                                                            |
| 1974 | ф | Північна рапсодія                                        |                   | Ладейкин                                                           |
| 1975 | ф | Ау-у!                                                    |                   | Пташук                                                             |
| 1975 | ф | Афоня                                                    |                   | Афанасій Борщов                                                    |
| 1975 | ф | Втеча містера Мак-Кінлі                                  |                   | містер Дроот                                                       |
| 1975 | ф | Мріяти і жити                                            |                   |                                                                    |
| 1975 | ф | Не може бути!                                            |                   | Володя Завітушкин                                                  |
| 1975 | ф | Повторне весілля                                         |                   | Михайлов, завідувач міськздороввідділу                             |
| 1975 | ф | Остання жертва                                           |                   | Лавр Миронич                                                       |
| 1975 | ф | Соло для слона з оркестром                               |                   | Гриша, заступник директора, стажист, що мітить на посаду директора |
| 1976 | ф | Безбатченківщина                                         |                   | Кеша                                                               |
| 1976 | ф | Пригоди Травки                                           |                   | дядя Льоня                                                         |
| 1976 | ф | Розвага для старичків                                    |                   | Єфремов                                                            |
| 1976 | ф | Ти — мені, я — тобі                                      |                   | Іван Сергійович Кашкін / Сергій Сергійович Кашкін                  |
| 1977 | ф | Інкогніто з Петербурга                                   |                   | Іван Кузьмич Шпекін, поштмейстер                                   |
| 1977 | ф | Міміно                                                   |                   | професор Хачикян                                                   |
| 1977 | ф | Найкрасивіший кінь                                       |                   | тато Ігоря Пономарьова                                             |
| 1977 | ф | Смішні люди!                                             |                   | Денис Григор'єв                                                    |
| 1977 | ф | Рахунок людський                                         |                   | Чаплигін                                                           |
| 1977 | ф | Тимур і його команда                                     |                   | Георгій Гараєв, дядько Тимура                                      |
| 1977 | ф | Ці неймовірні музиканти, або Нові сновидіння Шурика (ТВ) |                   | камео                                                              |
| 1978 | ф | Живіть в радості                                         |                   | Дмитро Пряжкин, винахідник                                         |
| 1978 | ф | По вулицях комод водили                                  |                   | Михайло                                                            |
| 1978 | ф | Поки божеволіє мрія                                      |                   | отець Ілля                                                         |
| 1978 | ф | Цілуються зорі                                           |                   | Льошка Воробйов                                                    |
| 1979 | ф | Нерозділене кохання                                      |                   |                                                                    |
| 1979 | ф | Місце зустрічі змінити не можна                          |                   | Копчений                                                           |
| 1979 | ф | Піна                                                     |                   | Солома                                                             |
| 1979 | ф | З коханими не розлучайтесь                               |                   | Валера                                                             |
| 1979 | ф | Суєта суєт                                               |                   | Володя                                                             |
| 1979 | ф | Йшов собака по роялю                                     |                   | Микола Канарейкин                                                  |
| 1979 | ф | Фрак для шибеника                                        |                   | Дєєв, капітан міліції                                              |
| 1979 | ф | Маленькі трагедії                                        |                   | Лепорелло / Прохоров                                               |
| 1980 | ф | Глибокі родичі                                           |                   | Толік                                                              |
| 1980 | ф | Дами запрошують кавалерів                                |                   | Саня Свинцов                                                       |
| 1980 | ф | За сірниками                                             |                   | селянин                                                            |
| 1981 | ф | Скажені гроші                                            |                   | Василь                                                             |
| 1981 | ф | Ми, що нижче підписалися                                 |                   | Леонід Шиндін                                                      |
| 1981 | ф | Факти минулого дня                                       |                   | Гринін                                                             |
| 1981 | ф | Слідство ведуть ЗнаТоКі. З життя фруктів                 |                   | Іван Малахов                                                       |
| 1982 | ф | Трест, що луснув                                         |                   | аграрій Езра Планкетт                                              |
| 1982 | ф | Бережіть чоловіків!                                      |                   | Володимир Борисович Радіонов, чоловік Марфи                        |
| 1982 | ф | Шукайте жінку                                            |                   | інспектор Гранден                                                  |
| 1982 | ф | Не було печалі                                           |                   | Вадим Петрович Потапов, сорокарічний холостяк, директор НДІ        |
| 1982 | ф | Просто жах!                                              |                   | Руслан Іванович                                                    |
| 1982 | ф | Весільний подарунок                                      |                   | Вадим                                                              |
| 1983 | ф | Вітя Глушаков — друг апачів                              |                   | дядько Аркадій                                                     |
| 1983 | ф | Демідови                                                 |                   | Олександр Данилович Меньшиков                                      |
| 1983 | ф | Миргород та його мешканці                                |                   | Іван Федорович Шпонька                                             |
| 1983 | ф | Ми з джазу                                               |                   | Самсонов, начальник «Асоціації пролетарських музикантів»           |

| Рік  |   | Українська назва                                                        | Оригінальна назва | Роль                                       |
| ---- | - | ----------------------------------------------------------------------- | ----------------- | ------------------------------------------ |
| 1984 | ф | Мідний янгол                                                            |                   | Ларсен, місцевий професор                  |
| 1984 | ф | Перш ніж розлучитися                                                    |                   | Бадарін                                    |
| 1984 | ф | ТАРС уповноважений заявити...                                           |                   | Зотов                                      |
| 1984 | ф | Людина-невидимка                                                        |                   | Марвел                                     |
| 1984 | ф | Через всі роки                                                          |                   | Орєхов                                     |
| 1985 | ф | Змієлов                                                                 |                   | Костянтин                                  |
| 1985 | ф | Щиро Ваш…                                                               |                   | Німцов, міліціонер                         |
| 1985 | ф | Небезпечно для життя!                                                   |                   | Спартак Молодцов                           |
| 1985 | ф | П'ять хвилин страху                                                     |                   | Леонід Іванович Каретников                 |
| 1985 | ф | Найчарівніша і найпривабливіша                                          |                   | Миша Дятлов                                |
| 1986 | ф | Лівша                                                                   |                   | імператор Олександр I                      |
| 1986 | ф | На золотому ґанку сиділи                                                |                   | король Амфібрахій                          |
| 1986 | ф | Пригоди Шерлока Холмса і доктора Ватсона: Двадцяте століття починається |                   | фон Борк, німецький агент                  |
| 1987 | ф | Загін                                                                   |                   | Сергій Захаров, професор                   |
| 1987 | ф | Ми ваші діти                                                            |                   | Віктор Павлович Демідов                    |
| 1987 | ф | Перша зустріч, остання зустріч                                          |                   | граф                                       |
| 1987 | ф | Поразка                                                                 |                   | Яків Іванович Агатов                       |
| 1987 | ф | Раз на раз не випадає                                                   |                   | Федір Романов                              |
| 1987 | ф | Шантажист                                                               |                   | Федір Семенович                            |
| 1987 | ф | Есперанса                                                               |                   | Степан Борщов                              |
| 1988 | ф | Ёлки-палки!                                                             |                   | Володя, електрик                           |
| 1988 | ф | Житіє Дон Кіхота і Санчо                                                |                   | Самсон Карраско                            |
| 1988 | ф | Заборонена зона                                                         |                   | Георгій Семенович Прохоров                 |
| 1988 | ф | Презумпція невинності                                                   |                   | Бондарєв                                   |
| 1988 | ф | Нехай я помру, господи…                                                 |                   | актор Куравльов (камео)                    |
| 1989 | ф | Бейбарс                                                                 |                   | анонім                                     |
| 1989 | ф | Вхід до лабіринту                                                       |                   | Хлєбніков                                  |
| 1989 | ф | Сходи                                                                   |                   | дядько Михайло                             |
| 1989 | ф | Нетермінова весна                                                       |                   | господар                                   |
| 1989 | ф | Воно                                                                    |                   | Василіск Семенович Бородавкин              |
| 1989 | ф | Приватний детектив, або Операція «Кооперація»                           |                   | редактор газети                            |
| 1990 | ф | Іспанська акторка для російського міністра                              |                   | Ігор Іванович Степанов                     |
| 1990 | ф | Мордашка                                                                |                   | Аркадій                                    |
| 1990 | ф | Зачарований мандрівник                                                  |                   | мужик                                      |
| 1990 | ф | Самогубець                                                              |                   | Калабушкін                                 |
| 1990 | ф | Зроблено в СРСР                                                         |                   | Іван Мойсейович                            |
| 1991 | ф | Агенти КДБ теж закохуються                                              |                   | Іван Трохимович                            |
| 1991 | ф | Гангстери в океані                                                      |                   | Собакін                                    |
| 1991 | ф | Зустрінемося на Таїті                                                   |                   | Шнайдер                                    |
| 1991 | ф | Слід дощу                                                               |                   | Павло Сергійович                           |
| 1991 | ф | Кримінальне танго                                                       |                   |                                            |
| 1992 | ф | У пошуках золотого фалоса                                               |                   | керівник круїзу                            |
| 1992 | ф | Детонатор                                                               |                   | старий                                     |
| 1992 | ф | Як живете, карасі?                                                      |                   | найвище начальство                         |
| 1992 | ф | Контрабандист                                                           |                   |                                            |
| 1992 | ф | На Дерибасівській гарна погода, або На Брайтон-Біч знову йдуть дощі     |                   | президент СРСР М. С. Горбачов              |
| 1992 | ф | Тридцятого знищити!                                                     |                   | Крот                                       |
| 1993 | ф | Кодекс безчестя                                                         |                   | Холін                                      |
| 1993 | ф | «У новорічну ніч. Бал в Останкіно» («Новорічний вогник» 1993 року)      |                   | годинниковий майстер                       |
| 1993 | ф | Навіщо алібі чесній людині?                                             |                   | Шалудкін                                   |
| 1993 | ф | Територія                                                               |                   | Данилов Петро Миколайович                  |
| 1993 | ф | Чортові ляльки                                                          |                   | Томпсон                                    |
| 1993 | ф | Провінційний бенефіс                                                    |                   | Шмага                                      |
| 1993 | ф | Скандал в нашому Клошгороді                                             |                   | вчитель                                    |
| 1993 | ф | Особисте життя королеви                                                 |                   | посол Росії                                |
| 1994 | ф | Майстер і Маргарита                                                     |                   | Никанор Іванович Босий                     |
| 1994 | ф | Вирок                                                                   |                   | Лео Харман                                 |
| 1994 | ф | Привид будинку мого                                                     |                   | домовик                                    |
| 1994 | ф | Простодушний                                                            |                   | єпископ                                    |
| 1994 | ф | Російський рахунок                                                      |                   | майор Іван Іванович Сидоров, начальник УВС |
| 1994 | ф | Російське диво                                                          |                   | імпресаріо Сеня                            |
| 1995 | ф | Панночка-селянка                                                        |                   | Муромський, поміщик                        |
| 1995 | ф | Будемо жити!                                                            |                   |                                            |
| 1995 | ф | Ширлі-мирлі                                                             |                   | американський посол                        |
| 1996 | ф | Чоловік для молодої жінки                                               |                   | адвокат Олега                              |
| 1996 | ф | Попадальник                                                             |                   |                                            |
| 1997 | ф | Новорічна історія                                                       |                   | Дід Мороз                                  |
| 1997 | ф | Старі пісні про головне 2                                               |                   | Афанасій Борщов                            |
| 1998 | ф | Старі пісні про головне 3                                               |                   | Жорж Милославський                         |
| 1998 | ф | Стрінгер                                                                |                   | Мітягин                                    |
| 1999 | ф | Сибірський цирульник                                                    |                   | Букін, вахмістр                            |
| 1999 | ф | Ультиматум                                                              |                   | Леонід, токар                              |
| 2000 | с | Спогади про Шерлока Холмса                                              |                   | Фон Борк                                   |
| 2000 | ф | Новий рік в листопаді                                                   |                   | Кудряшко                                   |
| 2001 | с | Сищики                                                                  |                   | Лютіков, полковник                         |
| 2001 | ф | Срібне весілля                                                          |                   | письменник                                 |
| 2001 | ф | Мамука                                                                  |                   |                                            |
| 2002 | ф | Бригада                                                                 |                   | Петро Ілліч, генерал-лейтенант МВС         |
| 2002 | ф | Якщо наречена відьма                                                    |                   | професор                                   |
| 2002 | ф | Залізничний романс                                                      |                   | Чуток, начальник поїзда                    |
| 2002 | ф | Пригоди Даші                                                            |                   |                                            |
| 2002 | ф | Стріла любові                                                           |                   | провідник                                  |
| 2003 | ф | Європейський конвой                                                     |                   | Остапчук, генерал                          |
| 2003 | с | Сищики 2                                                                |                   | Савелій Ігнатович Лютіков                  |
| 2004 | с | Євлампія Романова 2                                                     |                   | Михайло Галін, видавець                    |
| 2004 | с | Сищики 3                                                                |                   | Савелій Ігнатович Лютіков                  |
| 2004 | ф | Національна бомба                                                       |                   |                                            |
| 2005 | ф | Турецький гамбіт                                                        |                   | майор                                      |
| 2005 | ф | Двоє біля ялинки, не рахуючи собаки                                     |                   | господар                                   |
| 2005 | ф | Полювання на ізюбра                                                     |                   | Сокальський                                |
| 2005 | ф | Сім Джульєтт і два Ромео                                                |                   |                                            |
| 2005 | ф | Сага древніх булгар. Лествиця Володимира Червоне Сонечко                |                   | Добриня, дядько і наставник Володимира     |
| 2005 | ф | Вулиці розбитих ліхтарів. Менти-8                                       |                   | Андрій Петрович Єршов, полковник           |
| 2006 | ф | Була не була                                                            |                   |                                            |
| 2007 | ф | Ка-Де-Бо                                                                |                   |                                            |
| 2008 | ф | Спадкоємці                                                              |                   | глава адміністрації                        |
| 2009 | ф | Книга майстрів                                                          |                   | пан                                        |
| 2015 | ф | Весь цей Джем                                                           |                   | батько Леонтій                             |